# Deux rondos pour piano de Beethoven

Les deux rondos pour piano seul de Ludwig van Beethoven réunis sous l'op. 51 et publiés par Artaria à Vienne en 1802, avec une dédicace à la comtesse Henrietta von Lichnowsky, sont en fait des œuvres écrites à des périodes différentes.

## Description
Le Rondo en ut majeur op. 51 no 1 a été écrit en 1796 et publié par Artaria en 1797. L'œuvre est caractérisée par une fraîcheur et une grâce quasi féminine. Il s'ouvre sur un thème gai dont l'espièglerie et la grâce communiquent innocence et élégance. La mélodie forme comme un arc dans son envolée désinvolte puis sa descente insouciante.  Après la réexposition du thème et des passages associés, Beethoven les transforme en mineur, les assombrit et les intensifie, leur donne plus de tonus. Le thème principal revient périodiquement mais l'ordre d'apparition des autres mélodies confère au rondo une structure peu stricte. 
Le Rondo en sol majeur op. 51 no 2 a été écrit en 1801 et publié par Artaria en 1802. Il aurait été primitivement destiné à Giulietta Guicciardi. Beethoven le lui réclama lorsqu'il voulut dédier quelque chose à la comtesse Henrietta von Lichnowsky et lui dédia en échange la Sonate opus 27 n°2. L'œuvre est caractérisée par un jeu plus fantaisiste que le rondo n°1. Techniquement, il s'agit d'un rondo-sonate qui développe deux thèmes contrastés. Le premier n'est pas aussi fleuri (et de moindre importance) que ceux que Beethoven compose dans ses mouvements lents depuis quelques années au piano, mais il reste plutôt courtois. Les ornements sur le thème s'accumulent puis s'éteignent à la réexposition du thème dans sa forme plus ou moins originale. La notion de rondo est justifiée par la section centrale contrastante, un allegretto en mi majeur, délicat et lyrique, mais l'air qui sous-tend la mélodie est un accompagnement instable de courtes notes répétées qui propage son agitation au thème. Le tout est apaisé par la répétition complète de la section d'ouverture.